# Cristina González Ramos
Cristina González Ramos (Salamanca, Castilla y León, España, 6 de agosto de 1983) es una jugadora profesional de balonmano. Se desenvuelve como portera en el Cleba León de la liga ABF, donde ha desarrollado toda su carrera desde su debut en el año 2002. 
Además, es internacional absoluta con la selección española femenina de balonmano, con la que ganó la medalla de plata en el Europeo de 2008 en Macedonia, y la de bronce en el Mundial de 2011 de Brasil. También estuvo en el preolímpico de Guadalajara de 2012, aunque el seleccionador Jorge Dueñas, la dejó fuera de la lista final de los Juegos Olímpicos de Londres de 2012. Mide 179 cm y pesa 69 kg.
- Datos: Q5186353
- Multimedia: Cristina González Ramos / Q5186353